# Manuel Robles Pezuela
Manuel Robles Pezuela (ur. 23 maja 1817 w Guanajuato, zm. 23 marca 1862 w San Andrés Chalchicomula w stanie Puebla) – meksykański wojskowy i polityk, tymczasowy prezydent Meksyku przez miesiąc na przełomie lat 1858–1859.

## Życiorys
Manuel Robles Pezuela urodził się 23 maja 1817 roku w Guanajuato. Pezuela był wojskowym, brał udział w wielu rebeliach, walcząc z liberałami. W rządzie Mariano Aristy (1802–1855) sprawował funkcję ministra wojny i marynarki (1851–1852).
Doszedł do władzy w drodze „Planu de Navidad”. W Meksyku funkcjonowały wówczas dwa rywalizujące ze sobą rządy – konserwatywny pod przywództwem Félixa Maríi Zuloagi (1803–1898) i liberalny Benito Juáreza (1806–1872), które wkrótce zaangażowały się w wojnę domową. Po początkowych porażkach, liberałowie odzyskali pozycję i siły się wyrównały. Wobec narastającej opozycji i buntu konserwatywnych wojskowych pod przywództwem m.in. Pezueli, Zuloaga podał się do dymisji 23 grudnia 1858 roku a urząd prezydenta objął Pezuela. Jego rządy trwały ok. miesiąca i nie wyróżniały się niczym szczególnym.
W 1862 roku podczas inwazji armii francuskiej na Meksyk, a Pezuela stanął po stronie Francuzów. Podczas próby dołączenia do wojsk francuskich w Veracruz został zatrzymany przez wojska republikańskie, okrzyknięty zdrajcą i zastrzelony przez żołnierzy generała Ignacio Zaragozy (1829–1862).
Zmarł 23 marca 1862 roku w San Andrés Chalchicomula w stanie Puebla.